# Приста Ойл
Приста Ойл е българска компания със седалище в Русе, която произвежда над 150 вида моторни и индустриални масла. Дейността ѝ включва също търговия с, транспорт и съхранение на масла, почистване на замърсявания с нефтопродукти, производство и рециклиране на акумулаторни батерии.
В структурата на Приста Ойл Груп влизат:
- „Приста Ойл Холдинг“ ЕАД – България
- „Приста Ойл Румъния“ (дистрибуция)
- „Приста Ойл Унгария“ (дистрибуция)
- „Приста Ойл Украйна“ (дистрибуция)
- „Приста Ойл Турция“ (производство)
- „Приста Ойл Белград“ (дистрибуция, Сърбия и Черна гора)
- „Приста Ойл Скопие“ (дистрибуция, Северна Македония)
- „Монбат“ АД – България (производство)
- ПЧМВ „Поддържане Чистотата на Морските Води“ АД – България
- „ВЕРИЛА Лубрикантс“ АД – България (производство)
- Staroil SA, в Женева, Швейцария

Компанията е основана през 1993 г. от братята Атанас и Пламен Бобокови.
„Монбат“ АД (Монтана) се присъединява към Приста Ойл Груп след приватизацията си през 1998 г. През 2002 е закупено държавното предприятие за поддържане чистотата на морските води - ПЧМВ във Варна. Приста Ойл произвежда масла за "Texaco" и "Valvoline".
Внедрени са система по контрол на качеството ISO 9001:2000 (от 1998 г.) и система за управление на околната среда по ISO 14 001:1996 (от 2002 г.)